# Турриоцци, Фабрицио
Фабрицио Турриоцци (итал. Fabrizio Turriozzi; 16 ноября 1755, Тускания, Папская область — 9 ноября 1826, Рим, Папская область) — итальянский куриальный кардинал. Асессор Верховной Священной Конгрегации Римской и Вселенской Инквизиции с 9 марта 1816 по 10 марта 1823. Кардинал-священник с 10 марта 1823, с титулом церкви Санта-Мария-ин-Арачели с 16 мая 1823 по 9 ноября 1826.